# احترسي من الحب (فلم)
احترسي من الحب هو فيلم سينمائى رومانسي مصرى من إنتاج 1959 إخراج: حسن الصيفي وتأليف: حسين حلمي المهندس وتمثيَل: ماهر العطار، زبيدة ثروت، محسن سرحان، عبد السلام النابلسي، نجوى فؤاد، كمال ياسين، توفيق الدقن.

## قصة الفيلم
يعيش حسن (ماهر العطار) مع أبيه البخيل (شفيق نور الدين) الذي يخزن أمواله في خزينة خاصة، ثم يموت الأب فيرث حسن أمواله، ويقوم بخطبة ليلى (زبيدة ثروت)، وتسافر ليلى لتعيش في الإسكندرية مع أخيها أحمد (محسن سرحان). ويلتف أصدقاء السوء حول حسن، فيتحول إلى شاب أرعن، يبذر الأموال، ويقابل ليلى، ويغرر بها، ثم يهجرها، وتخفى ليلى الأمر عن أخيها، ويسافر حسن إلى الخارج، تفاجاء ليلى بإقامة حفلة خطوبة لها بدون علمها على صديق أخيها شوقى (كمال ياسين)، لكنها لا تلبث أن تهرب أثناء الحفل، فيلحق بها أخوها، ويحاول أن يقتلها عند علمه بحملها من حسن، لكن يتم إنقاذها، وتنقل إلى المستشفى، ويعرف حسن بعد عودته ما تسبب فيه، ويندم ويتغير سلوكه، ويقرر أن يعود إلى ليلى.

## القصة الكاملة
حسن (ماهر العطار) وليلى (زبيدة ثروت) زميلان في الجامعه وتسكن ليلى مع شقيقها أحمد (محسن سرحان) في بيت يملكه والد حسن (شفيق نور الدين) وهو رجل شديد البخل يمتلك عدة عمارات غير المال السائل الذي يحتفظ به في سحارة الكنبه. يعانى حسن من قلة ذات اليد وملابسه القديمة التي لا تتناسب مع ما يملكه والده من مال. ويحب حسن زميلته ليلى ويرغب في الارتباط بها بينما لشقيقها أحمد صديق وزميل في العمل هو شوقى (كمال ياسين) غنى وميسور الحال ويرغب في الزواج من ليلى. تخرج حسن من الجامعة ومات ابوه فوضع يده على كل الثروة وذهب إلى أحمد ليخطب ليلى ولكنه طلب منه اولا ان يغير من مظهره ويكون على مستوى ما يملك الآن وأعطاه فرصه حتى يعود هو وأخته من المصيف. وعند الترزى (محمد صبيح) تقابل حسن مع أمين الدهشورى (عبد السلام النابلسي) الشاب الانتهازى النصاب الذي علمه كيف يختار ملابسه وقاده إلى طريق اللهو وعرفه بالراقصه نانا (نجوى فؤاد) وكان للثروة المفاجئة بعد حرمان اثرها عليه. اشترى فيللا واحضر له أمين خادمه (الهام زكى) وبواب (عباس الدالى) كى ينقلوا له اخبار حسن. زارته ليلى في الفيللا حينما عادت من الاسكندريه ووعدها بالزواج فسلمته نفسها. وحينما علم أمين بالعلاقة شجعه على تركها والبحث عن غيرها وعدم الإقبال على الزواج ومشاكله والتمتع بحريته وشبابه والسفر للخارج في رحلة ممتعه ليرى الدنيا. وحينما عادت اليه ليلى وجدت شخصا اخر مغايرا فقد تنكر لها وطلب منها قبول الزواج من شوقى وتظل علاقتهم كما هي في السر فصفعته وندمت على غلطتها معه. انغمس حسن في حياة اللهو مع أمين وبدأ في فقد ثروته رويدا رويدا في لعب القمار. اخبر الطبيب (ابراهيم حشمت) ليلى انها حامل بينما وافق أحمد على زواجها من شوقى وفوجئت بحفل خطوبة في بيتها دون استشارتها فهربت ورفضت الزواج ولحق بها أحمد فأخبرته بخطئها مع حسن فدفعها بيده فسقطت في النيل واعتقد انها غرقت وقرر قتل حسن. إنقذت ليلى على يد الصياد عساف (محمود فرج) وزوجته زنوبه (رجاء عبد الحميد) وعاشت معهم حتى انتهى مصاغها وحاول عساف الاعتداء عليها ولكنها قاومته حتى سقطت مغشيا عليها في النيل مرة أخرى. ونقلت للمستشفى بينما استمر حسن في لعب القمار مع عصابة أمين بقيادة شريف (توفيق الدقن) وعلى (محسن حسنين) وإبراهيم (عبد العظيم كامل) حتى خسر كل أمواله ورهن عماراته وفيلته وافلس تماماً وتناحرت العصابة وتنافست على التركة وتقاتلوا وقتلوا بعضهم بعضا وعاد حسن إلى شقته القديمة وفقدت ليلى جنينها بسبب النزيف وتم إبلاغ أحمد بوجود شقيقته في المستشفى ففرح لكونها على قيد الحياه وشفيت وخرجت من المستشفى وجاءهم حسن نادما وقبله أحمد زوجا لشقيقته ليلى.

## طاقم العمل
- زبيدة ثروت، ليلى
- ماهر العطار، حسن
- محسن سرحان، احمد (أخو ليلى)
- عبد السلام النابلسي، أمين الدهشورى
- نجوى فؤاد، نانا
- كمال ياسين، شوقى
- توفيق الدقن، شريف
- شفيق نور الدين، أبو حسن
- إلهام زكي، الخادمه
- محمد درويش
- محمود فرج، الصياد عساف
- أحمد سعيد[ ؟ ]
- إبراهيم حشمت، الطبيب
- محسن حسنين، على
- محمد صبيح، الترزى
- عبد الغني النجدي
- رجاء عبدالحميد، زنوبه
- حسين إسماعيل
- عبد المحسن سليم
- عبد المنعم إسماعيل
- حلمي عبد الوهاب، زميل احمد
- عبد العظيم كامل، لاعب البوكر - إبراهيم
- علي المعاون، المخبر
- عباس الدالي، حارس الڤيللا
- فرقة الدراويش

## أغانى الفيلم
| الأغنية         | المؤلف             | الملحن       | المغني        |
| --------------- | ------------------ | ------------ | ------------- |
| أحلفلك          | فتحي قورة          | محمد الموجي  | ماهر العطار   |
| كان حب وانتهى   | إسماعيل الحبروك    | بليغ حمدي    | ماهر العطار   |
| يارب            | عبد المنعم السباعي | محمود الشريف | ماهر العطار   |
| آه من اللى بحبه | مصطفى عبد الرحمن   | منير مراد    | ماهر العطار   |
| ياوردة الحب     | فتحي قورة          | منير مراد    | ماهر العطار   |
| الدراويش        | فتحي قورة          | إبراهيم حسين | فرقة الدراويش |